# Lutterworth
Lutterworth est une ville du Leicestershire, en Angleterre. Elle est située dans le sud du comté, à 24 km au sud de la ville de Leicester. Administrativement, elle relève du district de Harborough. Au moment du recensement de 2011, elle comptait 9 353 habitants.

## Personnalités
- Ian Brightwell, footballeur, y est né en 1968
- John Wyclif, théologien considéré comme un precurseur du Protestantisme, y est mort le 31 décembre 1384

## Jumelages
- Chambourcy (France) depuis 1999